# Mecklenburgs voetbalkampioenschap 1912/13
In 1912/13 werd het negende Mecklenburgs voetbalkampioenschap gespeeld, dat georganiseerd werd door de Noord-Duitse voetbalbond. Rostocker FC 1895 werd kampioen, maar nam niet deel aan de Noord-Duitse eindronde. 
Het volgende seizoen organiseerde de bond een grote competitie voor Noord-Duitsland. De regionale competities werden voor dit seizoen de tweede klasse. Hiervan zijn de resultaten niet meer bekend. Uit Mecklenburg werd er geen club goed genoeg bevonden om aan deze competitie deel te nemen. 

## Eindstand
| Plaats | Club              | Wed. | W | G | V | Saldo | Ptn |
| ------ | ----------------- | ---- | - | - | - | ----- | --- |
| 1.     | Rostocker FC 1895 |      |   |   |   |       |     |
| 2.     | Schweriner FC 03  |      |   |   |   |       |     |
| 3.     | VfB Schwerin      |      |   |   |   |       |     |
| 4.     | SpVgg Rostock     |      |   |   |   |       |     |

|  | Kampioen |